# Zwartwitte bokaalkluifzwam
De zwartwitte bokaalkluifzwam (Dissingia leucomelaena) is een schimmel behorend tot de familie Helvellaceae. Hij vormt ectomycorrhiza met dennen (Pinus). Hij leeft in naald- en gemengd bos onder den of spar. Hij komt voor op kalkrijk zand of leem en opvallend vaak langs schelpenpaden. Vruchtlichamen komen voor van april - juni.

## Kenmerken

### Uiterlijke kenmerken
Het diep komvormige vruchtlichaam heeft een diameter tot 3 centimeter. Het buitenoppervlak is aan de bovenkant zwartbruin, terwijl de kleur wit wordt naarmate het de steel nadert; het binnenoppervlak van de beker is zwartachtig.
Zoals de gewone naam al aangeeft, wordt het gekenmerkt door de witte kleur van de steel. De steel kan tot 4 cm lang en 0,5 cm dik zijn. De steel is voorzien van vouwen of ribbels die zich uitstrekken tot aan de onderkant het vruchtlichaam.
Consumptie van deze schimmel wordt niet aanbevolen, aangezien vergelijkbare soorten in de familie Helvellaceae het toxine gyromitrin bevatten.
Helvella acetabulum is een vergelijkbare soort, met meer gedefinieerde ribbels.
De sporenprint is wit.

### Microscopische kenmerken
De ascus is 8-sporig. De ascosporen zijn glad, elliptisch, dunwandig, met 1 oliedruppel en meten 21-25 × 11,5-13 µm of 18,5-22,5 × 10,5-12,5 µm.

## Verspreiding
In Noord-Amerika is deze schimmel zeldzaam, maar hij is verzameld in Californië, Alaska en de Rocky Mountains. Hij is ook gevonden in Zuid-Amerika en Europa. Hij groeit meestal in naaldbossen en de witte steel kan worden verborgen of verduisterd door bladeren of kan gedeeltelijk in de grond worden begraven. Hij is te vinden van de lente tot de vroege zomer.
Hij komt in Nederland matig algemeen voor. Hij staat op de rode lijst in de categorie 'kwetsbaar'.